# Czemierniki (Radzyń Podlaski)
Pour les articles homonymes, voir Czemierniki.
Czemierniki (prononciation [t͡ʂɛmjɛrˈniki]) est un village de la gmina de Czemierniki du powiat de Radzyń Podlaski dans la voïvodie de Lublin, situé dans l'est de la Pologne.
Le village est le siège administratif (chef-lieu) de la gmina rurale (commune) appelée gmina de Czemierniki.
Il se situe à environ 13 kilomètres au sud de Radzyń Podlaski (siège du powiat) et 48 kilomètres au nord de Lublin (capitale de la voïvodie).
Le village comptait approximativement une population de 3 700 habitants en 2010.

## Histoire
La population juive comptait 1 004 membres en 1921. Au cours de la Seconde Guerre mondiale, environ 1 000 juifs ont été cantonnés dans le ghetto de Czemierniki, établi par les nazis en 1940. En 1942, les juifs de Czemierniki ont été envoyés dans le ghetto de Parczew, puis dans le camp d'extermination de Treblinka. Il y eut peu de survivants de retour des camps.
De 1975 à 1998, le village est attaché administrativement à la voïvodie de Biała Podlaska.

Depuis 1999, il fait partie de la nouvelle voïvodie de Lublin.